# 物理城
物理城（もとろいじょう）は、岡山県岡山市東区瀬戸町坂根（備前国磐梨郡）にあった日本の城。別名城ヶ谷山城。

## 概要
瀬戸町坂根の南方にある城が谷という山の山頂に築かれた山城である。物理郷の地頭職であったと思われる物理氏の居城であった。しかし、延元の頃に物理貞茂が石橋左衛門に滅ぼされると（一書には物理民部丞が浦上氏の為に没落したともある。貞茂と同一人物と思われる。）、浦上氏の支配下となり長船右京亮が居城していた。文明年間の福岡合戦では松田氏が物理城を落とし、臣下の佐藤将監が居城したが、後に浦上氏に奪還され浦上宗景の臣下である明石右京または周東飛騨守が居城したとされる。